# الهادي التيمومي
الهادي التيمومي أو الهادي المقدم: ولد في 13 جانفي 1949 بـالكبّارة من معتمدية نصر الله  من ولاية القيروان، أستاذ ومؤرخ جامعي تونسي.

## تكوينه
بعد إحرازه على الأستاذية في التاريخ عام 1971 من كلية الآداب والعلوم الإنسانية بتونس، ثم أعد عام 1972 شهادة الكفاءة في البحث، اختصاص تاريخ معاصر، وناقشها بكلية الآداب والعلوم الإنسانية بنيس الفرنسية وكان موضوعها: الاستعمار الفرنسي وتوطين أنصاف الرحل بالسباسب التونسية: شراحيل 1905-1925، ثم ناقش عام 1975 أطروحة دكتوراه حلقة ثالثة بنفس الكلية بعنوان: paysannerie tribale et capitalisme colonial(l’exemple du centre ouest tunisien.1881-1930. وفي عام 1997، قدم أطروحة دكتوراه دولة بـجامعة تونس 1 تحت عنوان: الاستعمار الرأسمالي والتشكيلات الاجتماعية ما قبل الرأسمالية: الكادحون الخمّاسة في الأرياف التونسية (1861-1943).

## مساره الوظيفي
منذ حصل على شهادة دكتوراه المرحلة الثالثة، التحق الهادي التيمومي للتدريس بكلية الآداب والعلوم الإنسانية بتونس، وما زال يعمل هناك أستاذا للتاريخ المعاصر. وقد أشرف على تأطير عدد من الأطروحات.

## منشوراته
يعتبر الهادي التيمومي من أكثر المؤرخين الجامعيين التونسيين إنتاجا، وقد نشر العناوين التالية:
- النشاط الصهيوني بتونس (1897-1948)، دار محمد علي، تونس، 1982، الطبعة الثانية 2001.
- نقابات الأعراف التونسيين (1932-1955)، دار محمد علي، تونس، 1983.
- انتفاضات الفلاحين في تاريخ تونس المعاصر: مثال 1906، مؤسسة بيت الحكمة، قرطاج، 1994.
- الجدل حول الإمبريالية منذ بداياته إلى اليوم، تقديم سمير أمين دار محمد علي (تونس)، دار الفارابي (بيروت) 1994؛ الطبعة الثانية 2004.
- تاريخ تونس الاجتماعي (1881-1956)، دار محمد علي، تونس، 1997.
- الاستعمار الرأسمالي والتشكيلات الاجتماعية ما قبل الرأسمالية: الكادحون الخمَّاسة في الأرياف التونسية (1861-1943)، جزءان، دار محمد علي، كلية العلوم الإنسانية، تونس، 1999.
- المغيبون في تاريخ تونس الاجتماعي (تحت إدارة)، مؤسسة بيت الحكمة، قرطاج، 1999
- في أصول الحركة القومية العربية (1839-1920)، دار محمد علي، تونس، 2002.
- مفهوم التاريخ وتاريخ المفهوم في العالم الغربي من النهضة إلى العولمة، دار محمد علي، تونس، 2003.
- مفهوم الامبريالية من عصر الاستعمار العسكري إلى العولمة، دار محمد علي، تونس، 2004.
- تونس 1956-1987، دار محمد علي للنشر، تونس، 2006.[4]
- الغائب في تأويلات «العمران البشري» الخلدوني، دار محمد علي، تونس، 2007
- نظريات المعرفة التاريخية وفلسفات التاريخ في العالم الغربي - في النصف الثاني من القرن العشرين (تحت إدارة)، مؤسسة بيت الحكمة، قرطاج، 2008
- تونس والتحديث: (1831 – 1877): أول دستور في العالم الإسلامي، دار محمد علي، تونس، 2010.[5]
- تونس في التاريخ من جديد: 14 جانفي 2011، دار محمد علي، تونس، 2011
- (بالفرنسية) Généalogie d'un retard historique : le Maghreb pré-moderne، دار محمد علي، تونس، 2011
- خدعة الاستبداد الناعم في تونس، 23 سنة من حكم بن علي، دار محمد علي، تونس، 2013
- ملح قرطاج، دار الجنوب للنشر، تونس، 2013

- كيف صار التونسيون تونسيين؟، دار محمد علي، تونس، 2015
- «تعليم الجهل» في عصر العولمة والإصلاح التربوي بتونس، دار محمد علي، تونس، 2016
- نقابة رجال الأعمال التونسيين: صراع طبقات أو صراع حوارات، دار محمد علي، تونس، 2017
- إلى الساسة العرب: ارفعوا أيديكم عن تاريخنا، دار محمد علي، تونس، 2017

## حوائز
- جائزة أفضل كتاب عربي ضمن جوائز معرض الشارقة الدولي للكتاب 2021.